# Sergei Wladimirowitsch Alexejenko

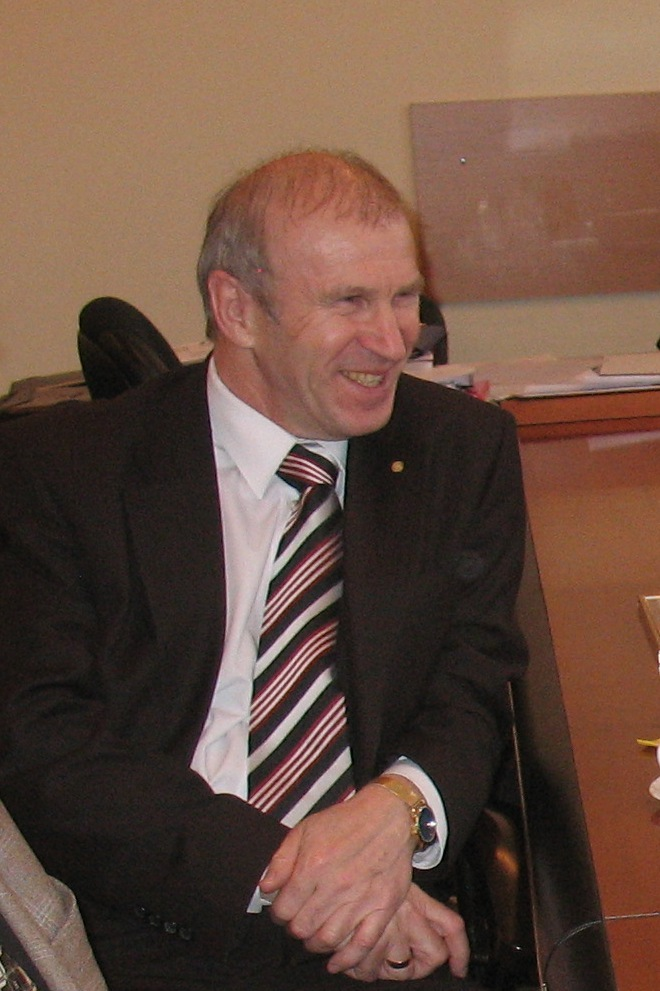
Sergei Alexejenko (2009)

Sergei Wladimirowitsch Alexejenko (russisch Сергей Владимирович Алексеенко; * 30. Mai 1950 in Slawgorod) ist ein russisch-sowjetischer Wissenschaftler, der für seine Arbeit auf den Gebieten der Thermodynamik und Energietechnik bekannt ist.

## Hintergrund
Alexejenko spezialisierte sich während seines Studiums an der Staatlichen Universität Nowosibirsk, wo er 1972 seinen Abschluss machte, auf die Thermodynamik. Von 1972 bis 1981 arbeitete er am Kutateladze-Institut für Thermophysik der Sibirischen Abteilung der Russischen Akademie der Wissenschaften (SB RAS). 1981 verließ er das Institut für Thermophysik, um als Associate Professor an der Staatlichen Universität Krasnojarsk zu arbeiten. Sieben Jahre später kehrte er an das Institut für Thermophysik zurück, um die Abteilung und das Labor für Aerodynamik von energietechnischen Anlagen zu leiten. 1997 wurde Alexejenko Direktor des Kutateladze-Instituts für Thermophysik. Er ist bekannt für seine Arbeiten über Transportphänomene in Zweiphasenströmungen, Energietechnik und Energieeinsparung.
Im Jahr 2016 wurde Sergej Alexejenko Vollmitglied der Russischen Akademie der Wissenschaften. Er ist außerdem Mitglied der American Physical Society, der Society of Chemical Industry, und des Scientific Council des International Centre for Heat and Mass Transfer und von EUROMECH.
Für seine Forschung und Entwicklung auf dem Gebiet der thermischen Energietechnik und von Wärmeübertragungssystemen wurde er 2018 mit dem Global Energy Prize ausgezeichnet.